# Alfa Romeo Diva
L'Alfa Romeo Diva est un concept car présenté à l'occasion du concours d'élégance de la Ville d'Este et au salon automobile de Genève en 2006. Elle fut dessinée par Franco Sbarro pour fêter le 10e anniversaire de l'École Espera Sbarro.

## Design
La Diva a été conçue par le partenariat qui alliait le Centro Stile d'Alfa Romeo et l'école de design Espera.
Le design de la Diva rappelle l'Alfa Romeo 33 stradale mais se distingue par son nez qui adopte un look de museau de Formule 1. La base du châssis est celui de la 159.

## Performances
Son moteur V6 de 3,2 litres lui permet de se mouvoir jusqu'à 270 km/h et d'obtenir une accélération de 0 à 100 km/h en 5 secondes seulement.